# ハウス (映画)
『HOUSE ハウス』は、1977年7月30日に公開された日本の映画。ファンタジータッチのホラー・コメディ作品。カラー、スタンダード。同時上映は『泥だらけの純情』。
本作品の登場は一種の"映画革命"をもたらしたと評される。

## 概要
CM監督として活動していた大林宣彦の初劇場用映画監督作品。元祖"Jホラー（ジャパニーズホラー）"とも、元祖"アイドル×ホラー"とも評される。大林宣彦はのちに尾道三部作『転校生』（1982年）、『時をかける少女』（1983年）、『さびしんぼう』（1985年）を制作して代表作とするが、本作品はそれ以前の大林の代名詞的な作品であった。
当時は東宝のようなメジャーな映画会社の映画を、映画会社の社員でない監督が製作するというのは有り得ない時代。とかくテーマ主義に走り、映像への配慮があまりなされていなかった当時の日本映画の中で、ポップな色彩とおもちゃ箱をひっくり返したような華麗な映像世界は世の映画少年を熱狂させた。客層は15歳以下で、一部の劇場では三週目からはメイン作のモモトモ映画『泥だらけの純情』に代わり、メイン作に変更された。公開後に大林は「観客の8割に否定された」と話し、熱狂的な支持は若年層だけで、「こんなものを見せるとは何事だ」と劇場に怒鳴り込んだ客もいたといわれ、山根貞男は「CFテクニックのオンパレード。耐えられない、我慢ならない」と、大半の批評家からも「女子（おんなこども）の映画」、「CM風に映像を数珠つなぎにしたカタログ的映画」などと酷評された。CM調という批判に対して大林が「そもそもCMというものが大林調なのだ」と反論したという伝説もある。東宝の本作品の前番組は、橋本プロがイニシアティブを執った『八甲田山』、後番組は東宝が角川ブームに便乗して作った『獄門島』であった。本作品の成功は日本映画界に、助監督経験なし、自主映画出身、CMディレクター出身の映画監督の出現という新たな流れを生み出した。ぴあフィルムフェスティバル（PFF）は、『HOUSE』公開と同じ年の1977年暮れから始まったものだが、本作品公開以降、PFFの応募用紙に「最も尊敬する監督が大林宣彦。最も影響を受けた映画は『HOUSE』」と記入する者が圧倒的に増え、古い映画人は隔世の感に驚いたと言われる。『転校生』を救った逸話でも知られる大森一樹監督は、本作品を観て、自身の監督デビュー作『オレンジロード急行』の撮影を阪本善尚に依頼し、阪本の手練れの温厚なるリードによって『オレンジロード急行』の現場は円滑に進んだといわれる。犬童一心は「大林宣彦の轍を辿って私たちがいる。『HOUSE』や大林さんの初期の商業作品に対して、当時の映画評論家の多くは、自身の感性に合わないと恐れ酷評した。10代だった私は本当にダメな大人たちだと思い、心底がっかりした」などと述べている。井口昇は小2の夏休みに『HOUSE』の存在を知ったが、大場久美子が生首にお尻を噛みつかれるシーンが怖すぎ、『HOUSE』恐怖症になって映画館に行けず、数年経ってテレビで観て「頭どころか細胞が全て入れ替わるほどの衝撃を受けた。未知の異世界として魅了されたことは勿論、池上季実子を始め、ヒロインたちの魅力をイキイキと引き出す撮り方に『女の子ってこんなに可愛く映画に写るものなんだ。今まで観た映画と全然違う！』と、その後の監督としての自身の意識に多大な影響を与えられた」などと話している。三留まゆみは「8ミリ少年たちは『好きな女の子を好きなだけ撮っていいんだ！』と思ったんだよね。映画ってこんなに自由なんだって。何でもやっていいんだって、それが衝撃だったと思う」などと述べている。早見慎司は「大林宣彦の監督作品はある人びとにとっては映画以上の、人生そのものとすら言えるものであり、私のそのひとりなのである。『ハウス』に出逢った衝撃など、話し出したらきりがない」などと述べている。
なお、本作品において大林はプロデューサーも兼ねているが、純粋の東宝映画を資金分担しない監督にプロデューサー兼任させるのは異例中の異例であり、特にプロデューサーシステムの総本山である東宝ではなおさらであった。わずかに市川崑のみが（この後十年程度にわたって）この待遇を得ているが、監督歴30年の大功労者と同じ待遇を思い切って外部新人に与えた東宝の、いわば大きな権限をもって大林に存分に腕を振るうことへの期待が現れている。撮影監督や特撮スタッフを東宝社外から導入することができたのも、その結果のひとつである。
原案者の大林千茱萸（ちぐみ）は大林監督の実娘で当時12歳の女子中学生だった。娘が風呂上がりに鏡台の前で髪をとかしながら「鏡の中の私が私を食べに来たら怖いわよ」と言ったことにヒントを得て、『ジョーズ』を始め、当時流行していた動物が人を襲うアメリカのパニック映画と合わせ、家が丸ごと妖怪で、人を食べるというアイデアを思いついた。本作公開の直前に似たプロットを持つ『家』というアメリカ映画が日本でも公開され、映画ファンの一部に「真似」と揶揄する者もいたが、偶然である。大林は撮影時のインタビューで「分かってたら違った映画を作るでしょ」などと述べている。
このころ、日本映画は大作洋画に押されて振るわず、特に若い観客は日本映画から離れていた。原作がベストセラーか、人気漫画か、大スターが主役でないと映画化はされない、流行の後ばかり映画は追いかけていた。大林自身「日本映画を見て育った人間としてそれじゃ淋しい。CMをそれまで作ってきた長い間に、僕と東洋現像所で開発した色んな技術を全部使って、今までにない日本映画を作ってやろうと思った」という製作の動機を話している。このため、映画のほとんど全シーンに何らかの特殊効果が使われており、製作過程ではどんな映像が出来上がっているか判然とせず、製作担当者がやきもきしたといわれる。本作品で用いられた特殊効果の技術の大部分は当時の東宝撮影所には無く、光学撮影技師の宮西武史を除いては、CMを手掛けてきた外部スタッフを使った。特撮シーンも大林が手掛けたため、特撮監督の役職は設けられていない。パナビジョンのキャメラを日本で初めて入れたり、またコーディネイターという職種を導入したり、今でいうスタイリストが映画に就いたのも本作品が最初といわれる。
内容は羽臼（ハウス）屋敷を舞台にしたホラーであり、7人の美少女が夏休みを屋敷で過ごそうとやってくるが、実はその屋敷は人を喰らう妖怪であったため、少女たちは1人また1人と屋敷の餌食にされていく。少女が1人食べられるごとに屋敷の女主人は若返り、花嫁衣装を着られるようになる。ただし、少女たちが食べられる際の描写の大抵はシュールかつチープな特撮技術で処理されており、直接的な流血シーンは少ない。
大林は「作品を自分で売りたい」と、本作品の監督と同時にプロデューサーを兼ね、多くのマスメディアに登場して作品を売り込んだ。また、主要出演者の7人はハウスガールズと呼ばれ、映画の宣伝のためにテレビや雑誌に登場した。それ以外では、南田洋子が今までの経歴からは想像できないような役柄を演じ、歌手の尾崎紀世彦も三枚目キャラを演じた。さらに、当時はすでにスターだった三浦友和や檀ふみは、1分に満たないシーンであるもののストーリー上では重要な役柄で友情出演している。オシャレの父役は、小説家の笹沢左保が演じた。また、大林監督の家族（娘の千茱萸、恭子夫人）や小林亜星などの製作スタッフも出演している。
「HOUSE」という横文字の映画タイトルも、当時は珍しく画期的であった。
10年後の1987年ごろ、続編の話が出て脚本段階までいったが、「"HOUSE"は1回限りのイベントだろう」と考えて止めたという。

## あらすじ
闇夜に姿を現す美女の幽霊。幽霊の正体は女子高生のオシャレ（本名・木枯美雪）。音楽家を父に持ち、東京郊外のお嬢様学校に通う彼女は、お嬢様然とした風貌に反し、金持ち呼ばわりを嫌う明朗快活な現代っ子。演劇部のエースとして「化け猫伝説」の練習に励んでいたのである。親友で同じ演劇部のファンタもオシャレの勇姿を撮影していた。
夏休みが近いある日、オシャレは突然帰国した父から再婚相手を紹介されショックを受ける。夏休みに父や再婚相手と軽井沢に行きたくない彼女は、いつも演劇部の合宿先に利用していた旅館が一時休業になったと知らされ、代わりの合宿先に長年会っていなかった“おばちゃま”の家を提案してしまう。慌てた彼女は後からおばちゃまに訪問したい旨を手紙で伝え、許可をもらう。
そして、オシャレとその仲間たちは羽臼邸に向かう。しかし東郷先生が出発前に事故で遅れてしまい、部員だけで行くことになる。電車の中でオシャレはおばちゃまの悲劇を仲間に伝える。未来を約束されたはずだった最愛の婚約者に赤紙が届き、婚約者は戦地へ行ったきり帰らぬ人となってしまう。悲しみにくれるおばちゃまに追い討ちをかけるように、妹（オシャレの実母）の結婚式が行われる。
電車からバスに乗り換え、さらに徒歩で羽臼邸に到着。7人はおばちゃまに歓迎されるが、羽臼邸に1人また1人と食べられていき、オシャレは羽臼邸、そしておばちゃまと一体になる。

## 舞台
オシャレたちの通う女子高は東京の郊外にある。少なくともオシャレは通学しており、他のメンバーも通学しているものと考えられる。
一方、羽臼邸は具体的な場所は不明だが、人里離れた山奥にあることだけは確かである。羽臼家はその昔開業医だったが、戦後過疎のためもあって屋敷の周辺は開発から取り残され、事実上交通手段を失ってしまった。
7人の少女たちはまず東京駅から特急か快速電車に乗り、次に路線バスに揺られ、森の中を徒歩で屋敷まで向かった。また、涼子は次の日の早朝、車で屋敷に向かった。前者はオシャレが屋敷の場所を知っていたため、後者はオシャレの父親から道順を聞いたらしく、いずれも無事到着できたが、東郷先生は途中道に迷い、結果到着できなかった。
一説によると、羽臼邸は未婚の娘以外には見えないという。

## 登場人物
本作品の7人の美少女の役名はあだ名であり、それまでの映画にはないユニークなものであった。当時、演じる女優の所属事務所から「何とか名前を付けてもらえませんか。キャスティングできません」と言われたと大林は話している。
参照
オシャレ - 池上季実子
本編のヒロイン。幼いころに母を亡くし、現在は父と父方の祖母との三人家族である。
外見は容姿端麗な典型的お嬢様だが（池上は当時18歳）、実際は金持ち扱いされることを嫌う、少々甘えん坊だが明朗快活な現代っ子。
所属する演劇部では花形女優として活躍している。
ニックネームはファッションやメイクに対して関心が高いことに由来。ちなみに本名は木枯美雪で、おばちゃまとの手紙のやり取りの中で判明する。
大好きな父の突然の再婚話に反発しており、新しい母親と軽井沢の別荘に行かずに済むように、部活仲間に夏休みの合宿先を羽臼邸にすることを提案する。
- 池上は共同プロデューサーの山田順彦からの紹介。無名の新人の中に、少しだけ演技経験のある子を入れようと抜擢された。

ファンタ - 大場久美子
オシャレの一番の親友。夢見がちで少々ドジっ子だが、明るく人懐っこい女の子。写真撮影が趣味で、常にカメラを携帯している。
東郷先生に好意を持っており、しばしば白馬にまたがる東郷先生の妄想を見る。
- ニックネームの由来は英語で空想を意味する「ファンタジー (fantasy)」から。同じ語源のドイツ語Fantasieにもとづく清涼飲料水の「ファンタ」も掛け合わされている。
- 大場はそれまで端役程度の演技経験はあるが、レコードデビュー（映画公開の前月）と合わせてこの時期から本格的な売り出しが始まった新人であり、この年の後半から翌年にかけて一挙にトップアイドルの一人に駆け上った。撮影当時は17歳だった。

ガリ - 松原愛
メガネが特徴の優等生で、委員長タイプ。本当は美少女なのだが、ど近眼のためメガネを外すと何も見えなくなってしまう。
少々口うるさいものの、しっかり者で仲間の面倒見も良い。
演劇部では彼女が部長兼脚本担当で、偶然発見した「化け猫伝説」を劇にして発表すべく奮闘している。
- ニックネームの由来は、「ガリ勉」と「ガリ」を掛け合わせたもの。
- 松原は映画『愛と誠』の主題歌オーディションで合格し歌手としてデビュー。大林が手掛けたTOTOのCM「お魚になったわたし」に起用されたのが縁で抜擢された。松原のみ前年のラジオドラマ版にも出演し、映画化にあたっても、松原のみオーディションではなく、大林から直接出演オファーされた。

クンフー - 神保美喜
メンバーの中でも長身で、ニックネームの通り空手の達人。武闘派で正義感が強い一方で、友達思いで明るく気さくな性格の持ち主。
屋敷内でのタンクトップとブルマーといういでたちと、その人柄ゆえ、当時の男子中高生の間で断トツの人気を誇った。
- ニックネームの由来は「クンフー」で、オシャレ同様食べ物に由来しない。
- 神保は『スター誕生!』出身の実力派アイドル。前年に巨匠今井正監督の大作『妖婆』で準主役を務めており、池上と並んで演技実績のあるキャスト起用であった。当時お嬢様タイプで売り出していた彼女は、実はオシャレ役をやりたかったようだが、クンフー役を体当たりで演じ好評を博した。スタントのほとんどは神保自身が務めた。大林がその後神保の主演で映画を企画したが実現しなかった。

マック - 佐藤美恵子
陽気で天真爛漫な、気のいい女の子。とにかく食いしん坊で、どの場面でも必ず食べ物を手にしている。
制服姿の時は一応髪を二つに結っているが、メンバーの中でも髪が短めで、判別がしやすい。
- ニックネームの由来は英語で「胃袋」を意味する「ストマック (stomach）」と、「マクドナルド」の通称から。

スウィート - 宮子昌代
ふんわりカールのヘアスタイルに、当時流行だったガーリーなファッションを好む、乙女チックな女の子。
甘ったれでか弱いが、アットホームで大変優しい性格の持ち主。また、綺麗好きで家事は万能。
- 甘いを意味する「スウィート (sweet)」がニックネームの由来。
- 宮子は大林が長年構想していた"さびしんぼう"のヒロインに近いイメージを持っていた。国鉄のCMで柳川に一緒に行ったとき、いつか映画をやろうと約束していたことが本作品の出演につながった。この映画のあと人気も出たが、当人に欲が全くなく『瞳の中の訪問者』出演後、結婚を機に引退した。大林が1998年、講演のために山形を訪れた際に宮子が和装で大林を訪問し、20年ぶりの再会を喜びあった。当時宮子は某名家に嫁いでおり、義父が長く病床にあるため、「監督がこの街に来てると聞いて、お姑さんに15分だけお許しをもらって会いに来ました」と話したという。意味合いは違うものの、結婚して旧い家に食べられてしまった映画を地でいく運命を辿っている。

メロディー - 田中エリ子
音楽が大好きで、特技はピアノ演奏。
基本的には明るく良い子だが、今で言うところの天然系かつ不思議系キャラで、しばしばスベリギャグを口にする。
- ニックネームの由来は音楽を意味する「メロディー (melody)」と、商品名がそれに由来する当時不二家から発売されていたチョコレート。
- 田中は大場久美子と同じ事務所で「うちにもうひとり、こういう子がいますから」と紹介され選ばれた。また、テレビ版『愛と誠』でも池上と共演している。設定だけでなく、実際にピアノは得意で、後に出演した映画でもピアノ演奏を披露している。

東郷圭介先生 - 尾崎紀世彦
7人が通う女子高の先生で、演劇部の顧問。明るく優しいがおっちょこちょいで少々頼りなく、部員からは呆れられている。ただしファンタからはベタぼれされており、予告編で白馬に乗り颯爽と登場する姿は実は彼女の妄想である。
階段で白い猫を避けようとして足を踏み外して転倒、軽傷だったものの尻がバケツに入ってしまい、病院で診てもらっていたために出発が遅れてしまう。そのため屋敷までの道順が分らなくなってしまい、7人を追って珍道中をする羽目になる。
オシャレの父 - 笹沢左保
職業は音楽家。仕事柄、海外を飛び回ることが多い。イタリアで意気投合した涼子を連れ突然帰国、家族に再婚することを報告し、オシャレを困惑させる。結果的にとは言え、事件の元凶となった人物。
- 役名の名字は「木枯」だが、これは笹沢の代表作「木枯し紋次郎」に由来している。

オシャレの母 - 池上季実子（一人二役）
おばちゃまにとっては実の妹に当たる。若くして亡くなっており、写真（遺影）でだけ登場。オシャレと瓜二つ。
西瓜を売る農夫 - 小林亜星
半袖シャツに半パン、麦藁帽子で「裸の大将」を彷彿とさせる格好をしたひょうきんな巨漢。
東郷先生に「スイカよりバナナが好き」と言われてショックを受け、なぜかガイコツになってしまう。
- 小林は本作品の音楽も一部担当している。

写真屋さん - 石上三登志
ベレー帽に芸術家髯で、いかにも芸術家といった出で立ちの男性。
オシャレの母の結婚式の記念撮影を担当。姉妹だからということで、白無垢姿で幸せまっただ中のオシャレの母と黒っぽい服で寂しげな表情のおばちゃまを一緒に撮影してしまう。
江馬涼子 - 鰐淵晴子
オシャレの父の再婚相手。オシャレの父とはイタリアで出会った。
職業は宝飾デザイナー。そのせいかメイクもファッションも派手で、必ず長いスカーフを巻いている。
陽気で気が良く料理上手だが、世間知らずで超鈍感。それでなくても父の再婚など考えもしていなかったオシャレには快く思われていない。
何とかオシャレに気に入られようと、よせばいいのに後から羽臼家を訪れ、やはり食べられてしまう。
- 大林が本作品以前に本格的にやろうとして脚本まで完成していた檀一雄原作の『花筐』の主人公の叔母役を「あなたでやるよ」と声をかけていたため、代わりにオシャレの母親役として出演した。

羽臼香麗（おばちゃま） - 南田洋子
オシャレの母方の伯母。地元でピアノ講師をしていた。上品な感じの初老の女性で、オシャレたちハウスガールズがやって来た時は車椅子に乗って出迎えたが、途中からなぜか歩けるようになっている。
実は本編開始より数年前に既に死去しており、屋敷と一体化して若い女性を餌食にする化け物と化している。屋敷そのものが彼女の体となっており、屋敷に存在する家財道具などのあらゆる物体を操って若返りのために少女たちを餌食にしていく。
- 名前は「はうす かれい」と読む。由来は、『ハウス食品』のカレー。

寅さんに似た男 - 原一平
東郷先生が道中で出会った、車寅次郎のそっくりさん。中盤のコメディリリーフの1人。
ラーメン屋の客 - 広瀬正一
東郷先生が中盤で出会うギャグメーカーの1人。熊が営んでいるラーメン屋でラーメンをすすっていた。映画『トラック野郎』シリーズのパロディであるらしい。
村の老人 - 大西康雅
中盤のコメディリリーフの1人、東郷先生が屋敷への道のりを聞くも、チンプンカンプンな解答ばかりする。
オシャレの祖母 - 津路清子
オシャレの父方の祖母。母が亡くなり、父も海外へ行くことが多いオシャレの面倒を見ている。
青年（おばちゃまのフィアンセ） - 三浦友和 （友情出演）
おばちゃまの最愛の人。医者で羽臼医院の跡取り（婿養子）としても羽臼家から期待されていたが、ある日赤紙が届いてしまう。おばちゃまに戦地から戻ったら結婚すると誓うも戦死。その事実を受け入れられないおばちゃまは、彼を待ち続けることになる。
彼の軍服姿の写真がおばちゃまの鏡台に置かれているのを、軽い好奇心でおばちゃまの部屋に入ったオシャレが発見する。
- 三浦は併映作『泥だらけの純情』に主演（山口百恵とのコンビ6作目）しており、翌年には南田・大林と『ふりむけば愛』で組むことになる。

女教師 - 檀ふみ （友情出演）
7人が通う高校の先生。近日中にお見合い結婚することになっている。そのためか夏休みの計画を話す生徒たちを見て、「いいなあ、夏休み！」と羨ましがる。
- 大林が本作品以前に本格的にやろうとして脚本まで完成していた檀一雄原作の『花筐』が縁で特別出演。

東京駅の若者 - ゴダイゴ （友情出演）
出発前の7人のうち、先にホームにいたオシャレを除く6人となぜか意気投合する。
- ゴダイゴは、小林と共に本作品の音楽を担当している。

### ノンクレジット出演者
靴屋のおじさん - 薩谷和夫
東郷先生が暮らす下宿先の1階で、靴屋を営んでいる。気だてが良く、東郷先生をはじめとする住民たちと仲がいい。
靴屋の女の子 - 大林千茱萸
おじさんの傍らで仕事を手伝う。
ホームで別れる恋人 - 大林宣彦
彼女との別れのひと時を、7人に邪魔される。いつまでも彼女に未練を持っていた模様。
ホームで別れる恋人 - 大林恭子
彼女が電車に乗る方。彼氏と別れてから結構サバサバしており、明るい表情で花束を持って客室に乗り込んでいった。
- 演じた恭子は宣彦監督の実の妻。

電車の乗客 - 桂千穂
派手なアロハシャツを着ており、その隣になぜかシロが座っていた。セリフなどは一切無い。
シロ - アカ
おばちゃまが飼っている白いペルシャネコ。

## スタッフ
参照
- 監督 - 大林宣彦
- 製作者 - 大林宣彦、山田順彦
- 企画 - 大林宣彦、角田健一郎
- 原案 - 大林千茱萸
- 脚本 - 桂千穂
- 助監督 - 小栗康平、小倉洋二
- 撮影 - 阪本善尚
- 美術 - 薩谷和夫
- 録音 - 伴利也
- 照明 - 小島真二
- 殺陣 - 伊奈貫太
- 音楽 - 小林亜星、ミッキー吉野
- 演奏 - ゴダイゴ
- スチール - 中尾孝
- 合成 - 松田博
- 光学撮影 - 宮西武史
- 作画 - 石井義雄、塚田猛昭
- 制作担当 - 広川恭
- ピクトリアルデザイン - 島村達雄
- 音響デザイン - 林昌平
- ファッションコーディネーター - 吉田叡子
- 演技事務 - 栗田実、中川原哲治
- 製作宣伝 - 富山省吾
- 製作 - 東宝映像

## 音楽
『「ハウス」オリジナル・サウンドトラック』は、日本のロックバンド・ゴダイゴが1977年6月25日にコロムビアレコードから発売した2枚目のサウンドトラックである。
小林は大林のCM音楽を手掛けており、大林が商業映画を手掛ける際には自身が音楽を務めると約束していたが、本作品のオファーを受けた際にこの映画に合う若い音楽は書けないと考え、ミッキー吉野を大林に紹介した。

### 収録曲
| 全編曲: ミッキー吉野。 |                                                                   |                        |                        |       |
| #                      | タイトル                                                          | 作詞                   | 作曲                   | 時間  |
| 1.                     | 「ハウス-ハウスのテーマ」(MAIN THEME)                             |                        | 小林亜星               | 3:50  |
| 2.                     | 「バギー・ブギー」(BUGGY BOOGIE)                                  |                        | ミッキー吉野           | 4:52  |
| 3.                     | 「ハングリー・ハウス・ブルース」(HUNGRY HOUSE BLUES)              | スティーヴ・フォックス | スティーヴ・フォックス | 6:15  |
| 4.                     | 「イート」(EAT)                                                   |                        | ミッキー吉野           | 3:13  |
| 5.                     | 「いつか見た夢-ハウスのテーマより」(SWEET DREAMS OF DAYS GONE BY) |                        | 小林亜星               | 1:55  |
| 6.                     | 「昨日来た手紙-ハウスのテーマより」(A LETTER IN THE PAST)         |                        | 小林亜星               | 2:40  |
| 合計時間:              | 合計時間:                                                         | 合計時間:              | 合計時間:              | 22:45 |

| 全編曲: ミッキー吉野。 |                                                          |              |              |       |
| #                      | タイトル                                                 | 作詞         | 作曲         | 時間  |
| 7.                     | 「君は恋のチェリー」(CHERRIES WERE MADE FOR EATING)      | H.E.R.Barnes | ミッキー吉野 | 3:20  |
| 8.                     | 「イート・イート」(EAT EAT)                              |              | ミッキー吉野 | 3:54  |
| 9.                     | 「夜霧は銀の靴-ハウスのテーマより」(IN THE EVENING MIST) |              | 小林亜星     | 2:26  |
| 10.                    | 「西瓜売りのバナナ」(ORIENTAL MELON MAN)                 |              | ミッキー吉野 | 3:12  |
| 11.                    | 「イート・イート・イート」(EAT EAT EAT)                  |              | ミッキー吉野 | 0:48  |
| 12.                    | 「ハウスのふたり-ハウス愛のテーマ」(LOVE THEME)          | 橋本淳       | 小林亜星     | 5:36  |
| 合計時間:              | 合計時間:                                                | 合計時間:    | 合計時間:    | 19:16 |

#### 解説
1. ハウス-ハウスのテーマ
4thシングルのカップリング曲。
2. バギー・ブギー
3. ハングリー・ハウス・ブルース
初めてスティーヴ・フォックスが作詞・作曲とボーカルを担当した楽曲で、この楽曲のみモノラル録音で制作された。また、成田賢がブルースハープで参加している。
4. イート
5. いつか見た夢-ハウスのテーマより
6. 昨日来た手紙-ハウスのテーマより
7. 君は恋のチェリー
5thシングルの表題曲。
8. イート・イート
9. 夜霧は銀の靴-ハウスのテーマより
10. 西瓜売りのバナナ
琵琶を取り入れた楽曲。
11. イート・イート・イート
12. ハウスのふたり-ハウス愛のテーマ
4thシングルの表題曲。

### 参加ミュージシャン
ゴダイゴ
- タケカワユキヒデ：Vocal (#7)
- ミッキー吉野：Keyboards
- スティーヴ・フォックス：Bass (#1,3)、Vocal (#3)
- 浅野孝已：Guitars (#1,3)
- 浅野良治：Drums (#1)

サポートミュージシャン
- 高水健司：Bass (#2,4〜12)
- 直居隆雄：Guitars (#2,4〜12)
- 村上"ポンタ"秀一：Drums
- ロバート・ブリル：Drums
- 成田賢：Vocal (#12)、Blues Harp (#3)
- 土岐英史：Sax
- 村岡建：Sax
- ジェイク・コンセプション：Sax
- 平山万佐子：琵琶 (#10)

## 製作

### 撮影まで
そもそも東宝がなぜ、大林に制作を持ちかけたかといえば、大林が花形ディレクターとしてCMをさんざん東宝撮影所で撮っていたからである。大林は外様ながら、東宝にとっては精彩を欠く撮影所に収益をもたらしてくれるお大尽。当時のスポーツ紙に「コマーシャル界の天皇・大林宣彦」と書かれた記事も見ていた。大林に映画製作の話を持ちかけたのは、東宝映像企画室長の角田健一郎であった。時は1975年。新しい企画を探していて、東宝スタジオでCF撮影を行なっていた大林に目をつけていたという。大林はCMの世界では有名だったため、淀川長治が「大林さんみたいな人が映画を撮ってくれれば面白くなる」と話してくれたり、『EMOTION=伝説の午後=いつか見たドラキュラ』を観た世代が各企業の責任者になって、「大林さんを応援して日本映画を変えてやろう」というバックアップしてくれていた状況があったと述べている。但し、大林自身が一番よく知るように撮影所システムを通過していない者が、自分で撮れるという発想も可能性もない時代のため、角田から声をかけられて「企画だけ出しましょうか」と答えた。大林は当時、檀一雄の『花筐』を映画化したくて、資生堂のCMで付き合いのあった檀の息子・檀太郎から承諾を得て、桂千穂に脚本を頼み、角田に持ち込んだが「こんなウチの監督でも撮れそうな文芸映画ではなく、大林さんでないと出来ないようなものをやって欲しい」と突き返された。「デビュー作でもし『花筐』が撮れていたら、生涯に寡作な名監督になっていたかもしれない。『HOUSE』は何十年経っても未だに『あんなものは映画じゃない』と言う人がいて、それが悔しくて映画を作り続けているのかもしれない」などと述べている。続いて大林の持ち込んだ本作品の脚本を見た東宝企画部長の松岡功は「こんな無内容な馬鹿馬鹿しいシナリオを初めて見ました。でも私が理解できるいいシナリオはもう誰も観てくれません。だから私には理解不可能なシナリオをそのまま映画にしてくれませんか」と大林にいったと言い、企画としては1975年に東宝の会議を通っていた。当時はオカルト映画、パニック映画、カンフー映画などの洋画が日本の興行界を席巻していたが、そうしたシンプルな娯楽映画は生真面目な日本の映画会社の企画部からは生まれて来なかった。東宝は長く映画部門を統括していた藤本真澄プロデューサーが、児玉隆也の映画の製作を中止させられて揉め1975年に退任。副社長になった松岡功を中心として企画委員会が設立され、その新体制のもとで生まれた企画が『HOUSE』だった。大林は「東宝から題名を聞かれたとき、横文字でタイトルを出したら、企画がいっぺんに通った」「こんなバカバカしいホラーを誰がやるの?」「やる監督がいない」「じゃあ大林さん自分で監督もお願いしますとなった」と話している。
当時の映画界ほどフットワークの遅いところはなく、原作もない、ノースター＋無名監督の映画が東宝の番線に簡単に乗るはずもなく、撮影所の助監督を経験していない大林が監督することに、当時の東宝の助監督たちも反対した。CM撮影では東宝撮影所にいつも出入りしていたのに、映画を撮るとなると話は別で、撮影所の入口ですれ違った恩地日出夫に「大林さん、ぼくらの職場を荒らさないで下さいね！」と釘を刺された。それに対し、「我々が映画を作っても、ヒットしない。ここは、外部の人にやらせて、どれだけのものができるかを知ろうではないか」と説得したのが、前年末に堀川弘通とともにフリーとなったものの東宝系監督としては依然重鎮であった岡本喜八であった。岡本が「後ろ向きに外部の才能を拒絶するのではなく企画のマンネリを打破するためにも自分たちも学ぶべきでないか。コマーシャル界の天皇がどういう映画を作るか見てみようではないか。もし、この大林さんという人の作る映画が、本当に日本中の観客が求めているものだとしたら、私たちは自ら門を開いて、大林さんを迎え入れよう。そして学ぶものを学び、私たちの誇りとする『日本映画』を、私たちの手でもう一度、甦らせようじゃないか」などと監督会の主要メンバーを説得したといわれる。また山田順彦プロデューサーや、大林の友人・小谷承靖と西村潔も後押ししてくれた。石原慎太郎がこれ以前に東宝で『若い獣』（1958年）を撮ったが、東宝のスタジオには入れず、外部の貸しスタジオで撮って東宝が配給した。
大林は映画評論で目にしていた桂千穂を趣味が合いそうな"女性"だと思い、桂に脚本を依頼。桂はウォルター・デ・ラ・メアの短編小説を基に、大林のアイデアをミックスさせて脚本を書いた。
1976年6月には馬場毬男名義による監督作品として準備稿台本が完成し製作についての報道もされた。『キネマ旬報』1976年8月上旬号に以下の記事が載る（原文のまま）。
| 「 | 東宝映像製作『HOUSE』で、日本にもテレビのCM畑から初めて"映画監督"が誕生する。大林宣彦、37歳。 ―"CM界のクロサワ"の異名を持つ大林監督に劇映画への起用を考えたのは東宝だけではない。『JAWS・ジョーズ』のような面白い話で映画を、という東宝映像・角田健一郎プロデューサーの申し入れが公式のものでは一番早かった。『CMで外国の大物スターを十分使い切れているうえ、訴求対象を鮮明に出している。映画でもヤングの訴求対象を鮮明に出せるのでは...。既成の映画監督が持っていないザン新な演出に期待する』というのが東宝の大林監督起用の弁だ。 『HOUSE』の企画は（1976年）5月の企画会議で珍しく全員一致で、映画化が決まったという。脚本、大林宣彦、桂千穂。とりあえず週刊誌に劇画で連載。小林亜星のテーマ曲でムードを盛り上げて（1976年）秋に撮入。来年（1977年）3月公開の予定。大林監督は『現在の映画のつまらなさは、監督側に映画を持って行き過ぎるからで、監督は作品ごとに変身、化身する必要があるのではないか』という主張から、今回は"馬場毬男"の名で演出するという。沈滞しきっている邦画界に、同監督の登場はいろいろと話題を呼ぶことは確かだ。 | 」 |

また『ロードショー』1976年9月号には（原文のまま）
| 「 | 大竹宣彦という人をご存知か。CF界の巨匠、プライベート・フィルムの先駆者として知る人ぞ知る人物だ。ブロンソン、ドヌーブ、リンゴ・スターのCFを手がけた第一人者。『伝説の午後・いつか見たドラキュラ』のプライベート映画は傑作の誉れ高い。高林陽一監督とは10年来の映画仲間だ。その大林監督が、初めて商業映画に取組む。山間の洋館にやってきた7人の少女を家具が食い殺してしまうというオカルト映画の『HOUSE』（東宝配給）。企業外からの殴り込みが、沈滞気味の邦画界にどんな波紋を投げかけるか、楽しみな作品だ。 | 」 |

『シナリオ』1977年1月号には（原文のまま）
| 「 | ニッポン放送が、日本の放送史上初の四時間ドラマ『ハウス』を大林宣彦監督と上野修ディレクターの共同演出で11月下旬放送。これは東宝で大林監督の第一回劇場映画『HOUSE』（脚本・桂千穂）として製作予定。 | 」 |

などと書かれている。
しかしすぐに製作開始とはならず、宙吊り状態が続いた。大林は映画化されるまでが一つの挑戦と考え、作品を自分で売るという気持ちから、監督と同時にプロデュース権を持ち、「『HOUSE』映画化を実験するキャンペーン」と銘打って、CM製作で付き合いのあったテレビやラジオに自身を売り込み、『11PM』など積極的にテレビ出演やインタビューに応じるタレント活動のようなことをやった。東宝には「映画化決定ではなくても、映画化と外部に発表していいか?」と聞いたら「結構です。いつでも中止を出せばいいですから」と言われた。前年のラジオドラマ版にも出演した松原愛のみ、大林から直接出演オファーし、残りの6人はCM関係の代理店や知人に呼びかけて、出演する女の子を推薦してもらってオーディションを行い、200人の中から選んだ。池上季実子以外は全員新人で平均年齢は18歳だった。当時一番売れていた週刊少年マガジンの宮原照夫編集長に売り込み、グラビアに、身体の線がバッチリ強調されるレオタード姿の7人を掲載し"ハウスガールズ"と名づけ売り出した。水着姿の7人を登場させ大磯ロングビーチでキャンペーンを行ったり、日比谷の七夕まつりで、車に何人乗れるかというイベントをやったり、『HOUSE』のイラスト入りの大きな名刺を作り、会う人ごとに渡した。月刊少年マガジン1977年6月号と月刊セブンティーン1977年9月号のに読み切り漫画、三笠書房のノベライゼーションも大林が自ら仕掛けたもの。サントラも先に出してやろうと小林亜星に相談し、当時は無名だったゴダイゴを起用した。当時の日本映画は、あまり音楽に予算を取らず、予算を使った最後に音楽を作っていたが、大林は音楽が大事と最初に音楽に予算を充てた。しかし映画製作はなかなか進まず、プロモーションに2年を要した。ニッポン放送「オールナイトニッポン」枠で生放送されたラジオドラマ『オールナイトニッポン特別番組 ラジオドラマ ハウス』は、映画製作が進めてもらえないため、映画製作より先に『HOUSE』ブームを起こしてやろうと大林が仕掛けたものだった。映画化決定までの1年半の間、3日に一回は何かしらマスメディアに『HOUSE』が取り上げられた。大林自身「『HOUSE』での仕事は八割がプロデューサーとしてのもので監督としての仕事は全体の二割くらいだった」と述べている。先の『HOUSE』のイラスト入り名刺を見た角川春樹は「こういうことをしている監督がいるのか」と興味を持ったと話している。既存の映画界とは別のところで仕事をしていた大林と角川は、ほぼ同時期にそれぞれの方法で「メディアミックス」を仕掛けていた。東宝の富山省吾は、当時宣伝部の一番の若手であったが、富山から「あれはつまり、一人クロスメディアでしたねぇ」と言われたという。ラジオドラマがオールナイトであるにもかかわらず、高い聴取率を挙げ、朝日、毎日、読売の三大新聞が「生放送の長時間ドラマはラジオの快挙」などと大きく報道したことが最終的に映画の製作開始へ至る。本作は大林のこのような気の遠くなるような執念と熱量が、既成の映画会社を動かして出来上がったものである。長谷正人は「80年前後の若者たちが自前のカメラを使って『作る』楽しさを満喫していた8ミリ映画ブームを牽引したのは、間違いなく大林宣彦が撮影所内で実践してみせた挑戦的な映画作りの哲学だった」と述べている。『HOUSE』という映画は、作品のタッチ、手法など作品そのものの価値としてもエポックメイキングであったが、その前に大林宣彦という企業外の異才による、旧套の映画づくりのシステムへの挑戦、組み換えの試行という点においてもエポックメイキングな作品であった。当初は『東宝チャンピオンまつり』の一本として公開することも検討されていた。
"77東宝ラインアップ"として終りの方に記載され、映画ジャーナリストは1977年に映画が製作されるのかという認識を持った。この記載ではスタッフだけで、出演者は記されておらず、内容紹介として「果てしない荒野にポツンと建っている朽ちかけた西洋館は、そこを訪れる少女を待っていた。その館は少女を喰べては、老いを防いでいたのだった。CF界の巨匠大林宣彦が鮮烈な映像を引っ下げてオカルトブームの頂点に挑む」「主役とも云うべき少女役には中学一～三年生が出演する」などと書かれていた。　

### 脚本
大林は撮影中のインタビューで本作のシナリオについて以下のように述べている。
「日本映画ってのはシナリオ主義なんです。シナリオできっちりその人間が描ききれていたり、ドラマが描ききれていないと、企画は通らないわけです。何処かに文学志向が残るんですよ。演劇志向というかね。しかしそこをきちんとやっておかない映画はメチャクチャになるというのも事実なんですよ。だから僕はそのやり方は肯定はするんですけど。ただそこをあまりにロジックで理づめで考えてしまって映像による飛躍の魅力がなくなってしまっているんですよね。今回の『HOUSE』のシナリオは、従来の日本映画から言えばドラマになっていないし、人間は描ききれていないし、全く何もないんですよね。ただ僕が感心したのは、東宝映画の上層部ですね、その人たちの言葉として（前掲、松岡功の話）僕はさすがにこれは大変なものだと感動しましたね」などと述べている。

### 製作会見
1977年2月22日、日比谷公園内の松本楼で製作発表があり、大林らスタッフが出席。出演者の出席詳細は不明。大林は「従来の日本恐怖映画にありがちなオドロオドロしい怪談趣味に走らず、洋画のというより現代の少女たちの趣味嗜好にのっとった恐怖譚を目指して、とにかく美しい画面、素晴らしい音楽、ファッショナブルな衣装によって夢を与える美しい作品にしたい。製作費は3億円を投じて（1977年）3月8～9日にクランクインし、4月いっぱい撮影、編集に時間をかけて6月上旬に完成、夏に山口百恵作品（『泥だらけの純情』）と併映で拡大公開する。配収は10億円台を狙い海外にも輸出できるような大作に仕上げる」などと話した。音楽担当の小林亜星は「今の若い層は音楽に大いに関心がある。それだのに日本映画ではそれが無関心で、それが映画ファンを離反している」と日本映画批判をした。

### 撮影
当時の東宝最大の第一スタジオ（現在はない）の他、6つのステージと屋外プールを使って撮影された。メイン作の『泥だらけの純情』はレンタル料の安い日活撮影所で撮影。
大林は「16〜17歳の女の子の生理をそのまま映像化することによって非現実の世界を現出させたい」と話した。本作品では大部分にオプチカル合成が施され、三重合成もザラ。ブルーバック、多重露光、フィルムのコマ抜き、ワイプといった当時のフィルムで可能なエフェクトを総動員している。これらは今でこそ、というより、当時の映画ファンから観ても、背景の書き割りも酷く、あまりにチャチに見えた。しかしトリック見え見えだからこそ、装飾過剰な世界に没入できるだろうという大林の狙いを持つものだった。大林は『宝島』1977年5月号のインタビューで、「従来の特撮映画は、嘘をカバーしてほんとうらしく見せるというのが基本で、『HOUSE』も最初はどうすりゃほんとらしく見えるかということがテーマだったんです。そうじゃなくて、どうすりゃ魅力的な嘘に見えるか、嘘を嘘のまま見せよう、ということに割り切ってやろうという所まで来るには、それなりに時間がかかりました」などと述べている。
ハウスガールズは最年長の松原愛を中心に仲が良く、本読み段階から大騒ぎで、毎日、東宝撮影所に通い、学校の延長のような楽しさだったという。朝から晩まで、東宝スタジオでの撮影のため、ハウスガールズは他の人の撮影も見て楽しんだという。
初期の大林作品らしく、登場人物が脱ぐシーンが多い。主演の池上季実子が入浴シーンでヌードになった他、ラスト近くでファンタを襲うシーンでもセミヌードになった。ガリ役の松原愛も水中ヌードを披露した。
池上季実子は、NHK「少年ドラマシリーズ」『まぼろしのペンフレンド』で、当時の中学生のアイドルだった人で、『HOUSE』公開時に中学生だった町山智浩は普通のホラー映画だと思って観に行ったら、池上のヌードが全シーンで一番インパクトがあったと話している。
池上は「従来の役柄のイメージを払拭したい」という意向から脱ぐことを快諾、その結果、実力派女優への脱皮に成功している。また、「火が噴くほど恥ずかしかったけど、他の皆さんが頑張っていたので自分も一発奮起した」「前の晩は興奮して眠れなかった。深夜、そっと自分の裸を鏡に映してね。とうとう私の体、みんなに見せるんだな、みたいな感覚。自分の体が他人のものになるみたいな…それで裸になったとき、監督とカメラマンだけかなって思ってたら、スタッフ誰も出て行かないんだから。みんないたのよ。悔しい(笑)。檀ふみちゃんからは『どうしたの？季実子ちゃんはずいぶん大胆になったわね』と言われるしね」などと語る。
池上はデビュー4年目での初主演映画。当時は演出家と役柄の確認をしながら芝居をしていた。演じる役柄の気持ちになり切らないとうまく芝居はできないという自身の演技法であったのだが、大林の極めて独特の演出法に戸惑った。「笑って」という指示に「嬉しそうに笑えばいいんですか? それとも面白そうに笑えばいいんですか? それによって笑い方も違ってくると思います」と聞き返すと、「いいから、とにかく笑ってください。笑ってくれさえすれば、こちらで判断します」と言われ、いろんな笑いの表情、パターンを撮られ、消化不良の連続。池上は、女優デビュー40周年を回顧しても「この映画ほど悩んだり、葛藤した作品はなかった」と述べている。また「自分では納得できる芝居ではなかったが、この映画の評価が年を追うごとに上がっていったことで、振り返ってみると、時代感覚を先取りした大林監督のデビュー作に主演できたことはいい思い出になっている」と話している。2020年4月の大林の逝去の際も、砧の東宝撮影所での大林との初顔合せで、当時の映画業界には無い雰囲気の風貌に驚き、自身の衣装は全て決められていて驚き、役者の主体的な演技を全く要求されない独特の演出法にまた驚き、「結局、最後まで監督が何をしたかったのか分からなかった」などと話した。近年、各種ハラスメントが社会問題として大きく取り上げられるようになった関係か、「あの頃って脱がないとなかなか注目されない時代だったじゃないですか。そういう時代の風潮に納得はしていなかったですね。 だから『冬の華』、『化粧』といった作品のほうが、自分としては思い入れがあります」などと、ホンネも漏らすようになっている。
松原は脱ぐだけでなく潜水の必要があったため、都内のプールで2日間猛特訓を受けた。さらに湯気が出るのを防ぐため、水温10℃の中での撮影だったが、適温のお湯の入ったドラム缶で暖を取りながら撮影に臨んだ。その甲斐あって、水中シーンはどれもほぼ一発でOKが出ている。
南田洋子は大林とはカルピスのモノクロCMを作っていた時代からの付き合いで、当時まだ40代半ばであったが老婆役で出演した。「日活の女優魂をお見せします」と、若い池上がヌードシーンにたじろいでいると「着物はさっとこう脱げばいいのよ」と自らも初ヌードを披露した。南田のヌードは撮影台本には無く、南田が見本を見せたことで池上もパッとつられて脱いだ。南田の大林映画の次の出演は27年後の『理由』だが、この時も大林が出演俳優107人全員にノーメイクという無茶な演出を強要したが、やはり率先して大林の演出意図を最初に呑み込み、率先してノーメイクになった。大林は「南田さんは女優ではあるけれど、それ以前にものづくりという同志という感覚があります。俳優としての在り方を身を以て示されたんだと思います」と話している。
大場久美子は当時、映画と同じ名前で協賛していたハウスのCMに出ていたが、アイドルとして歌手デビューする直前でまだ無名だった。ラジオ版の岡田奈々の代役として大役をつかんだ。映画も1976年の『遺書 白い少女』（桜田淳子主演）の小さな役で映画デビューしていたが、ちゃんと演技をする役は本作品が初めてだった。アイドルのため一切脱がなかったが、その分泥まみれになったり、水浸しになったりとイメージを壊さない範囲内で相当ハードなシーンをこなした。水のシーンは東宝の汚いプールに入り浮かべた畳にしがみつき、寒い上に本物の家具をバンバン投げ込まれ、演技じゃなくギャーギャーと本当に泣いた。撮影終了後すぐ東宝の風呂に池上と一緒に飛び込んだ。二ヶ月くらい撮影にかかり最後は疲労で熱が出たという。「映画をやったな、という充実感を感じるのは今でもこの映画ぐらいしかない。大林監督がこの後、色んな女優の映画を撮るので、どんなふうに女優を撮っているのか気になって、ジェラシーさえ感じた」などと話している。
マック役の佐藤美恵子は、生首の模型を作るための型取りで苦労した。呼吸だけはできるようにしてあったものの、頭部に石膏を流し込まれ、2時間そのまま保持しなければならなかった。その後、型にゴムが流し込まれて完成した。
平田オリザは中学二年のとき、父から「中学校の授業よりも、大林の撮影現場の方が勉強になるだろう」と学校を休んで、父に連れられ、叔父の撮影現場を見学に行き、大部屋の役者たちとエキストラとしても出演している。周りの役者は「黒澤組のロケはこんなもんじゃない」などという話を延々とした。東宝撮影所からの帰り道、平田オリザの父はぽつりと「これから宣彦君も大変だな」と呟いた。助監督経験のない者が大手で映画を撮ることが困難な時代で、平田は「日本映画史のある種の節目に立ち会えたのは貴重な経験だった」と述べている。
劇中で「男はつらいよ」の車寅次郎と「トラック野郎」の星桃次郎を登場させ、当時人気を二分していた松竹と東映の喜劇シリーズの主人公を東宝のスクリーンに登場させる大胆で茶目っ気のある試みは、「日本映画のCM」という自覚から来たもので、ファンタが井戸から逃げてきた際にメロディーが「泥だらけの純情？」と同時上映のタイトルを言ったり、一方、その『泥だらけの純情』の劇中にも、モブシーンでハウスのTシャツを着た若者（エキストラ）が登場する。『HOUSE』には随所にこのような遊びが散りばめられている。

### 美術など
屋敷のデザインは、大林の父方の実家の鉄筋四階建ての病院と母屋の古い旧家をロケハンで、美術の薩谷和夫がデッサンしたものをイメージして造られた。
大林とともに特撮を担当したのは後に『ALWAYS 三丁目の夕日』などを手掛ける島村達雄である。
ファッションコーディネーターとしてクレジットされる吉田叡子は、この後、俳優座で夜10時から映画のレイトショーを実施した俳優座シネマテン（1981年3月20日開館）の支配人を務め、日本のミニシアター文化に貢献した。
『HOUSE』のポスターデザインも大林がデザインを描いて、島村が仕上げたもので、ポスターの「HOUSE」という気持ち悪い字も大林の字。
東宝特撮監督の川北紘一は、本作品が日本映画で初めてビデオ合成を使用したと推測している。
大林は本作で映画監督デビューが決まった際、CMディレクター出身らしく「『HOUSE』は日本映画のCMだ。これによって若者たちをもう一度、日本映画の映画館に呼び戻そうという試みだ。商業映画とはCMと同じで、無名性が大切だ」と話し、自身が有名になることを望んではいなかったが、斬新な感覚の映像作家として注目され、多くの大林信奉者を生むに至り、無名のままでは終わらなかった。
大林は「もし『花筐』でデビューしていたら、もっと違ったイメージの作家になっていたと思います。自分がやったことの性質によって、それから先の道が違ってくるんですよ。『花筐』をやって出会う人と、『HOUSE ハウス』をやったことで出会う人とは、当然違うわけで、出会う人が違えば、自分がやることも当然違ってくるわけです。『花筐』から出発いていれば、おそらく角川映画をやることもあんなに早くはなかったろうし」などと述べている。

## 興行
『HOUSE』の客層は15歳以下のため、併映作のA面モモトモ映画『泥だらけの純情』になると『HOUSE』目当てのお客はロビーに出た。このため売店の売上げ新記録を作った。

## 評価
第51回キネマ旬報ベスト・テン第21位、読者選出日本映画ベスト・テン第4位。
大林は「僕は生まれながらの映画監督だぞという気持ちを持っていますが、『HOUSE ハウス』の公開後も僕は〈映画監督〉と書かず〈CMディレクター〉という肩書きで文章を書いてましたから。つまり映画を撮ったからエライんじゃないぞ。コマーシャルの監督が映画を撮って流行させたんだという姿勢をとって、あえて映画人の神経を逆撫でするようなことをやるのも、あの状況の中での僕の仕事だろうと思ったわけです。そういう姿勢を崩すまいとして、映画界では四面楚歌の状況でした。その後遺症は今もあるでしょうね」と述べていた（1984年5月のインタビュー）。
打ち上げパーティで助監督だった小栗康平が、脚本の桂千穂に「こういう映画は日本映画を30年遅らせる」と喰ってかかった。「他の映画に較べるとまだマシな方だが」との言葉もあったため、桂は気分を害さなかった。撮影中、ある女優がいい芝居をして小栗はそれを使いたかったが、大林が「僕の生理に必要ない」とチョンチョンと切った。小栗はラッシュを見ながら「俺が監督になったら…」と悔しい思いをしていたという。『HOUSE ハウス』が公開された1977年は、日本映画が斜陽した時期で、この年の新人監督の登用は、ピンク映画以外では大林ただ一人だった。
東宝の興行部の中には「こんな映画でだけは儲けたくなかったよ」などの皮肉を言う者もいたという、既存の日本映画から大きく飛躍した異色映画の登場は、若い観客を中心に好意的に迎えられたが、大半の批評家からは酷評され、目立った映画賞は受賞していない。「桂千穂脚本のねらいは女の執念だろうが、そうした深さは感じられない。ドラマ作りをさらに研究してほしい有望新人ではある」（『朝日新聞』夕刊1977年7月29日付）、「怪奇映画だが少しも恐くない。笑いのギャグは多発されるが、その瞬間、ニヤリとさせられるだけで、その場かぎりで終わってしまう。あらゆる映画テクニックが寄せ集められてはいるものの、互いに関係しあい、絡まり合い、一つの世界を築き上げてはいない」（山根貞男『コマーシャル・フォト』1977年9月号）など。ただ、直後のキネマ旬報は森卓也の、上滑りな部分、しつこすぎる描写を具体的に指摘しつつ全体を高く評価する一文、さらには自主映画時代から大林と親しい佐藤重臣の「時間が停止してしまった少女の匂いが、ジャスミンのように鼻を刺激する」など感覚面に切り込んだ一文を並べ、いわば理と情の両面から立体的に論じ、後年の作品にまで通底する先見を示した。『キネマ旬報』1975年2月下旬号の「1977年度キネマ旬報社ベストテン」の読者投票の中に「子供だましの愚作といわれたが、ストーリーではなく、心で淋しさ、懐かしさを充分に感じ取れる傑作」と選評に書いた当時16歳の一瀬隆重の名前も見える。
大林の友人が『HOUSE』を日本映画監督協会新人賞に推薦したら、大島渚日本映画監督協会理事が「天下の監督協会がこんなものに新人賞を与えることができるわけないだろ！」と怒鳴ったといわれる。
原健太郎は「一応ホラー映画とはいうものの、『HOUSE』はその実、スタイルだけを借りたファンタスティックな娯楽映画でもある。様々な特撮を使った映像は、サイレント時代のスラップスティックのようだ。当時の日本映画が忘れかけていた"映像を見る楽しみ"を堪能させてくれた」と評価した。
大槻ケンヂは「封切当時、『HOUSE』の上映中、大場久美子が生首にお尻を噛みつかれるシーンで、観客のおじいさんが心臓麻痺を起してショック死したという噂話がすごくバズったんですよ。ヤバい映画がある！って騒ぎになって、その話を大人になるまで僕は信じていました。その後に映画秘宝の『底抜け超大作』を読んだりして、そういうショック宣伝の仕方もあるのかと知りました」などと述べている。
泉谷しげるは封切時の『宝島』1977年9月号の大林との対談で、「ぼくは『HOUSE』みたいな映画をほんとうに待っていたと思います...『HOUSE』はいろんな裁量で見れるんですよ。少女趣味としても見れるし、ブラックユーモアの感覚でも、フィルムという遊びでも見れる。でも特にぼくが勧めたいのはマリワナをやる人に絶対お勧め。素晴らしいマリワナ映画です。日本ではこういう映画今までなかった。今度はマリワナ吸って映画館の一番前で飛びながら見たいです」などと述べた。
佐野亨は『HOUSE』が公開された1977年は、アメリカではジョージ・ルーカスが『スター・ウォーズ』をスティーヴン・スピルバーグが『未知との遭遇』を世に放った年で、時代的な符号があります。いわゆるアメリカン・ニューシネマの自己憐憫のムードが頭打ちになり、ルーカスやスピルバーグがハリウッド・クラシックスを復活させる。『HOUSE』は日本映画の文脈では捉えきれない作品で、むしろ世界映画的な規模で捉えたときに見えてくるものがあります」と論じている。
封切り時に映画館で観て衝撃を受けたという小野善太郎大井武蔵野館元支配人は、公開10年後の1987年夏に大林の大特集プログラムを組み、トークショーで招かれた大林は、当館が独自に作成した大林の10年分の映画タイトルを印刷したポスターを見て、小野に「僕もこれからも映画をいっぱい撮るから、10年後にまた（特集して）」と言われたが、名画座を取巻く状況は年々厳しくなる状況から、10年後の存続は無理かなと考えていたが、何とか10年後の1997年夏に大林の特集上映が出来、大林との約束は果たせた。しかし閉館はその一年半後の1999年になった。
年月を経て、『HOUSE』が新しく映画を撮り始めた映画青年たちの原体験としての位置付けられるようになったことについて大林は「それは最初から信じてました。というのは、『HOUSE』映画化の外堀を埋めてくれた（前述の）宮原照夫週刊少年マガジン編集長、ニッポン放送のプロデューサー、三笠書房や日本コロムビアの担当者は、みんな僕がちょうど10年前に作った『いつか見たドラキュラ』を見た人たちだったんです。『HOUSE』の話を持っていたら『大林さんがやるなら乗りましょう』と言ってくれた。『いつか見たドラキュラ』が存在しなければ『HOUSE』は存在しなかったんです。そういった手ごたえはてんからありました」などと述べている。
日本で本作の再評価が進んだのは21世紀に入ってからである。DVDは2001年にリリースされたあとは2015年まで再販されず、レンタルビデオもあまり出回らず、中古のセルビデオが高値で取引されていた。そのため今はなき、ライブハウスを改造した吉祥寺バウスシアターで2010年6月に開催された「爆音映画祭」での上映は満員の盛況で、お祭り騒ぎのようになった。上映が終わるとまだ場内が暗いうちに、後方で若い女性が「なにコレ、すごい面白い！」と驚嘆の声を上げた。さらに場内灯がつくと、中央辺りにいた大林監督が立ち上がって、即席のサプライズティーチインが始まる異例の上映会となった。
大森一樹は「改めて海外盤ブルーレイを鑑賞したが、CGのない時代の高度なフィルムオプチカル合成、目も眩むモンタージュ、華麗な音楽、見た当時はいささかやり過ぎに感じた表現も、ガールズラブ、ファンタジー、ホラーなど現在（2017年）の映画を先取りして、しかも超えている。才気走るとはこういうことなのかとため息が出た。これほど溢れる映画的センスを20代の自分が全て受け入れることは無理だったかもしれない」などと述べている。

## 30年後の全米公開
本作品は21世紀に入りアメリカで公開され、同国でカルト映画になった。アメリカでの本作品の位置付けは、ホラー映画ではなく、サイケデリック映画という。大林は元々、60年代からCM撮影で世界中を飛び回り、海外のカウンターカルチャーを吸収し、サイケデリック・ムーブメントから出て来た人でもあるので当然といえる。大林は最初から時代に遥かに先行したアバンギャルドな映画作家だったのである。アメリカのシネファミリーという映画館のオープニング上映を何にしようかとスタッフで投票したら『HOUSE』になった。これを推したのがニューヨークで国際的な映画祭を企画するマーク・ウォルコフという人で、ウォルコフは「『HOUSE』の監督は20代の若手だろう。黒沢清に続く才能だ」と評価し、大林に会いに来てビックリ。「あなたのようなお年寄りに、何でこんな若々しい映画が出来るんですか?」と聞いたという。アメリカの有名なビデオ発売会社・クライテリオンが今観たい世界の映画10本をファン投票で選んだことがあり、ベストテンに『HOUSE』が入ったことがある。他のベストテンは『マルホランド・ドライブ』『七人の侍』『パンズ・ラビリンス』『狩人の夜』『十二人の怒れる男』『ドゥ・ザ・ライト・シング』『花様年華』『仮面/ペルソナ』『博士の異常な愛情』。2024年8月に日本でも公開された『デッドストリーム』の監督、バネッサ・ウィンター・ジョゼフ・ウィンター夫妻も、好きな日本のホラーとして『HOUSE』を挙げ、夫妻の絆が深まったのは『HOUSE』のおかげと述べている。2009年春、本作品は初めて北米巡回興行を開始。興行形態は、一般映画のように単館、もしくは数千館一斉同時公開という形ではなく、1ヶ所ずつ、毎週末、違う都市で巡回興行して行く。既に追加興行を含む100都市以上が公開予定にリストアップされている。北米での配給は1950年代からニューヨークに本拠を置く老舗配給会社のJanus Filmsが行っている。アメリカの会社でありながら、扱うタイトルは主に欧州作品で、黒澤明、小津安二郎、大島渚作品など、数多くの日本映画、クラシック作品の配給を手がけている。日本公開から30年以上経っての全米公開は異例で、数年前にある中国系アメリカ人のファンが本作品をネット上で発見し、Janus Filmsに配給を促したとされる。開始から1年経った2010年春も全米公開は続いている。同作は既に2009年、英国でDVDリリースされ、北米ではJanus Filmsの系列会社クライテリオン・コレクション社が2010年10月26日にリリース。日本では指摘されたことはないが、アメリカに行くといつも最初に「あのおもちゃみたいな、ゴム風船みたいな原子爆弾はどういう意図で描かれましたか？」と質問されるという。

## ウディネ・ファーイースト映画祭
2016年4月、北イタリアウーディネで第18回ウーディネ極東映画祭『ゴジラ』以外の日本のSF映画にスポットを当てた特集上映「BEYOND GODZILLA: ALTERNATIVE FUTURES AND FANTASIES IN JAPANESE CINEMA」（「ゴジラを超えて: 日本映画におけるオルタナティブとファンタジー」）が開催された。特集では『ゴジラ』以外の本多猪四郎監督作品と、本作品『HOUSE ハウス』を含む大林の初期作品を中心にした10作が上映された。大林作品が欧州で大々的に取り上げられるのは初めてとなる。

## ラジオドラマ
映画製作に先駆け、1976年11月27日にニッポン放送の『オールナイトニッポン』において、日本の放送史上初の4時間ドラマ（生放送）として『オールナイトニッポン特別番組 ラジオドラマ ハウス』が放送された。フットワークの遅い映画界と違い、大林が企画を持ち込んだら20分で制作が決定したという。承諾してくれたのは上野修。演出助手に秋元康（ノンクレジット）。オープニングタイトルで既に完成していた小林亜星のテーマ曲が流れ、「東宝映画化決定」というふれこみだったが、実はまだ製作は決定していなかった。大林宣彦と上野修の共同演出、主な出演は岡田奈々、林寛子、木之内みどり、松本ちえこ、三木聖子、秋野暢子、松原愛（彼女のみ映画本編にも出演、役柄はマックからガリにスライド）。メンバーはキャニオン所属のアイドル。リアルタイムでこの放送を聞いたファンは、「こんな売れっ子アイドルばかりのキャストでは、どう考えても映画にならないだろう」と思ったといわれる映画版より派手なメンバー。ナレーションは若山弦蔵が務めた。総合司会は堺正章、テーマ音楽は小林亜星で、映画版と同じでもう出来ていた。演奏はゴダイゴ、その他に放送当時の番組ナレーションでは音楽 成毛滋、つのだ☆ひろ、と紹介された。このラジオドラマが大きな反響を呼び、映画化への直接の引き金になった。映画化に最終的にゴーサインを出した松岡功東宝企画部長は大林に「いま、うちには監督たちにもたくさんいるけれども、映画を撮れるチャンスを棚ぼたのように待っている。だけど、大林さんは棚を自分でこしらえて、自分で棚の上にぼた餅を作って自分で食べている。そのエネルギーは凄い、それに賭けてみたくなった」と言ったという。

### スタッフ
- 制作 - ニッポン放送
- 演出 - 上野修、中川公夫、大林宣彦
- 構成 - 景山民夫
- 音楽 - つのだ☆ひろ、南二郎
- 総合パーソナリティ - 堺正章

### ストーリー
話の内容は、映画版とは若干異なっている。ある日、東郷と名乗る新人教師が、実地学習の一環として田舎のクロガミ邸へ七人の少女を誘い出す。その家には、戦争で弟のクロガミゴウスケ中尉を亡くした老女が住んでおり、弟の死に関係している七人の男たちの血縁である少女たちを殺していく。ところがクロガミ中尉の死は誰のせいでもなく、たった一人の肉親であった老女が彼の死を美化した結果の惨劇（逆恨み）という、非常に後味の悪い話として終わる。

### キャスト
オシャレ- 木之内みどり
最後の犠牲者。絵の中に閉じ込められた。
ファンタ- 松本ちえこ
一人目の犠牲者。階段下の鹿のはく製に噛み砕かれる。
クンフー- 秋野暢子
四人目の犠牲者。廃水処理の穴に突き落とされ、大量の土をかぶせられた。
ガリ- 三木聖子
二人目の犠牲者。大時計の歯車に挟まれる。
マック- 松原愛
三人目の犠牲者。つるべに捕まり隠れていたが、井戸の中に沈められる。
メロディ- 岡田奈々
六人目の犠牲者。ピアノに噛み砕かれる。
スウィート- 林寛子
五人目の犠牲者。鏡の中の虚像に噛み砕かれた。
クロガミゴウスケ中尉
戦死した日本軍の中尉。美系だが粗野な男だった。
老女主人- 田中筆子
唯一の肉親であった弟の仇を取るために、七人を殺していく老女。
執事
老女の忠実な僕で、七人を殺す手伝いをする。
東郷先生
オシャレたちが通う学校の新しい先生。実は老女の手先。中尉の分身。
謎の男
バスの運転手。中尉の分身。
ナレーション- 若山弦蔵
惨劇の最後、老女に『真実』を問いかける。

## 漫画
- 公開に先駆けて、「月刊少年マガジン」（講談社）の1977年6月号に、後に「週刊少年マガジン」（同社）に『The・かぼちゃワイン』を連載する三浦みつるによって読み切り漫画化された。
- 「月刊セブンティーン」（集英社）1977年9月号にて、わたなべまさこによって読み切り漫画化された。

## 映像ソフト
- VHS 品番 TG4833S[128]
- 1997年7月1日にレーザーディスクが東宝ビデオより発売された[129]。品番 TLL2501[128]
- 2001年9月21日にDVDが東宝より発売された[130]。
- 2010年10月26日に、Criterion CollectionよりBlu-ray Discが発売された。
- 2011年12月6日にDVDつき冊子「隔週刊 東宝特撮映画DVDコレクション（58）［HOUSE ハウス］」がデアゴスティーニより発売された。
- 2015年2月18日に、「東宝DVD名作セレクション」としてDVDが東宝より発売された。